# Wahlenbergia matthewsii
Wahlenbergia matthewsii är en klockväxtart som beskrevs av Leonard C. Cockayne. Wahlenbergia matthewsii ingår i släktet Wahlenbergia och familjen klockväxter. Inga underarter finns listade i Catalogue of Life.